# من گناهکارم
«من گناهکارم» ترانه‌ای از هنرمند اهل ایالات متحده آمریکا مدونا است. این ترانه در آلبوم ام‌دی‌ان‌ای (آلبوم) قرار داشت.